# Trees (court métrage)
Pour les articles homonymes, voir Trees.
Pour plus de détails, voir Fiche technique et Distribution.
Trees (Trees) est un court métrage américain réalisé par Randall D. Wakerlin et sorti en 2011. 

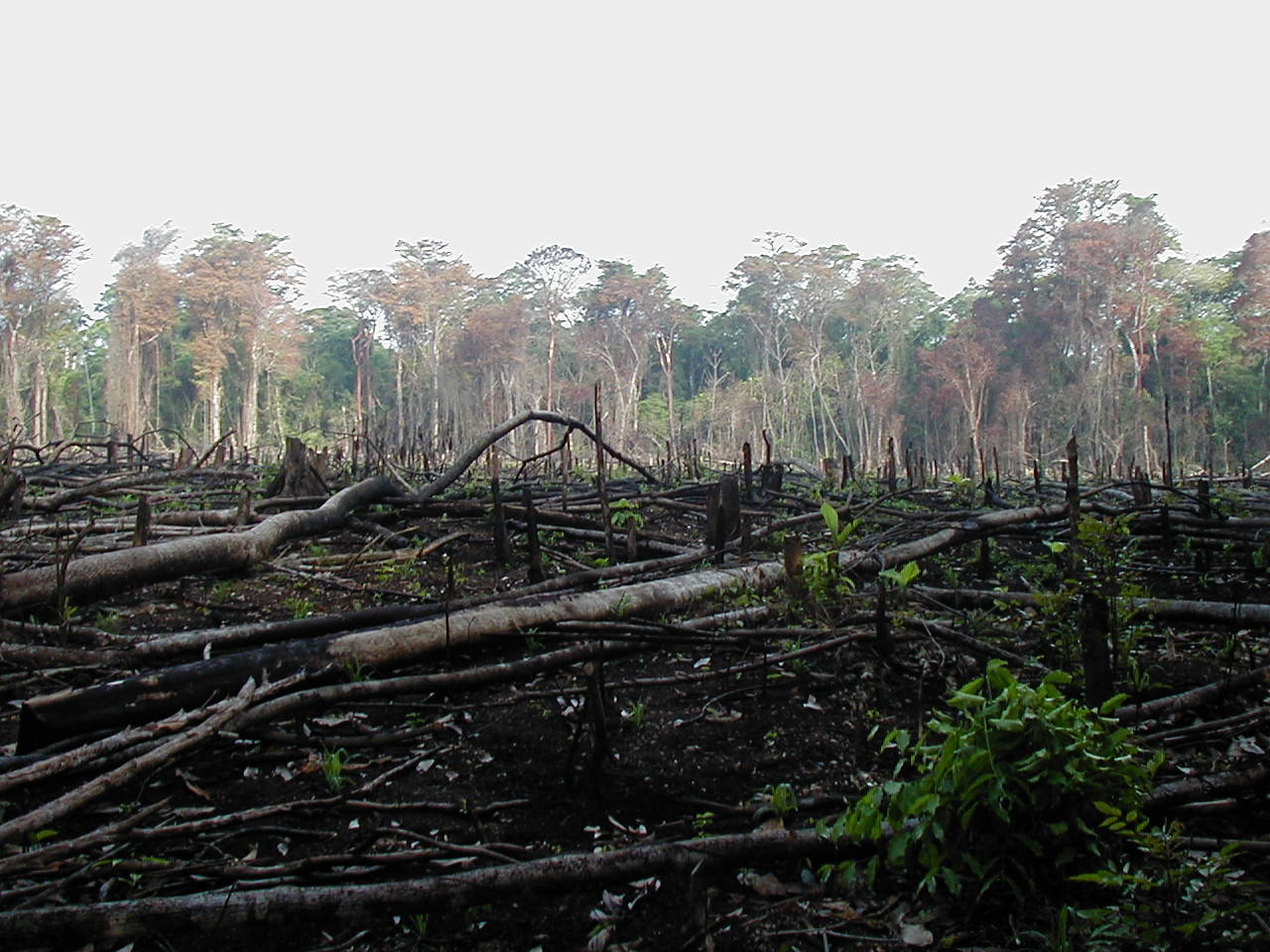
La déforestation.

## Synopsis
Ce court-métrage est destiné à sensibiliser les spectateurs aux méfaits de la déforestation.

## Fiche technique
- Musique : Randy Porter
- Directeur artistique : Kimberly Kaplowitz
- Production : Matt Briggs
- Format : Couleur
- Langue : anglais